# Kalmatplommon
Kalmatplommon (Prunus subcordata) är en art i familjen rosväxter från USA (Oregon till Kalifornien).
Frukten är ätlig men sur, bereds i USA till såser.

## Synonymer
Prunus oregana Greene
Prunus subcordata Bentham
Prunus subcordata subsp. kelloggii (Lemmon) E.Murray
Prunus subcordata subsp. oregana (Greene) E.Murray
Prunus subcordata subsp. rubicunda (Jeps.) E.Murray
Prunus subcordata var. kelloggii Lemmon
Prunus subcordata var. oregana (Greene) W.Wight
Prunus subcordata var. rubicunda Jepson